# Петронелла Ортман
Петронелла Ортман (нідерландська вимова: [peːtroːˈnɛlaː ˈʔoːrtmɑn] ; 1656 – 27 листопада 1716) - нідерландська колекціонерка мистецтва. Її витончений ляльковий будиночок був найціннішим ляльковим будиночком у Європі, коштуючи від 20 до 30 тис. гульденів. Зараз він є частиною постійної колекції Державного музею в Амстердамі.
Петронеллу Ортман не слід плутати з її близькою тезкою Петронеллою Ортманс-де ла Курт (1624–1707), яка також була власницею відомого лялькового будиночка, який зараз знаходиться в колекції Центрального музею в Утрехті.

## Життєпис

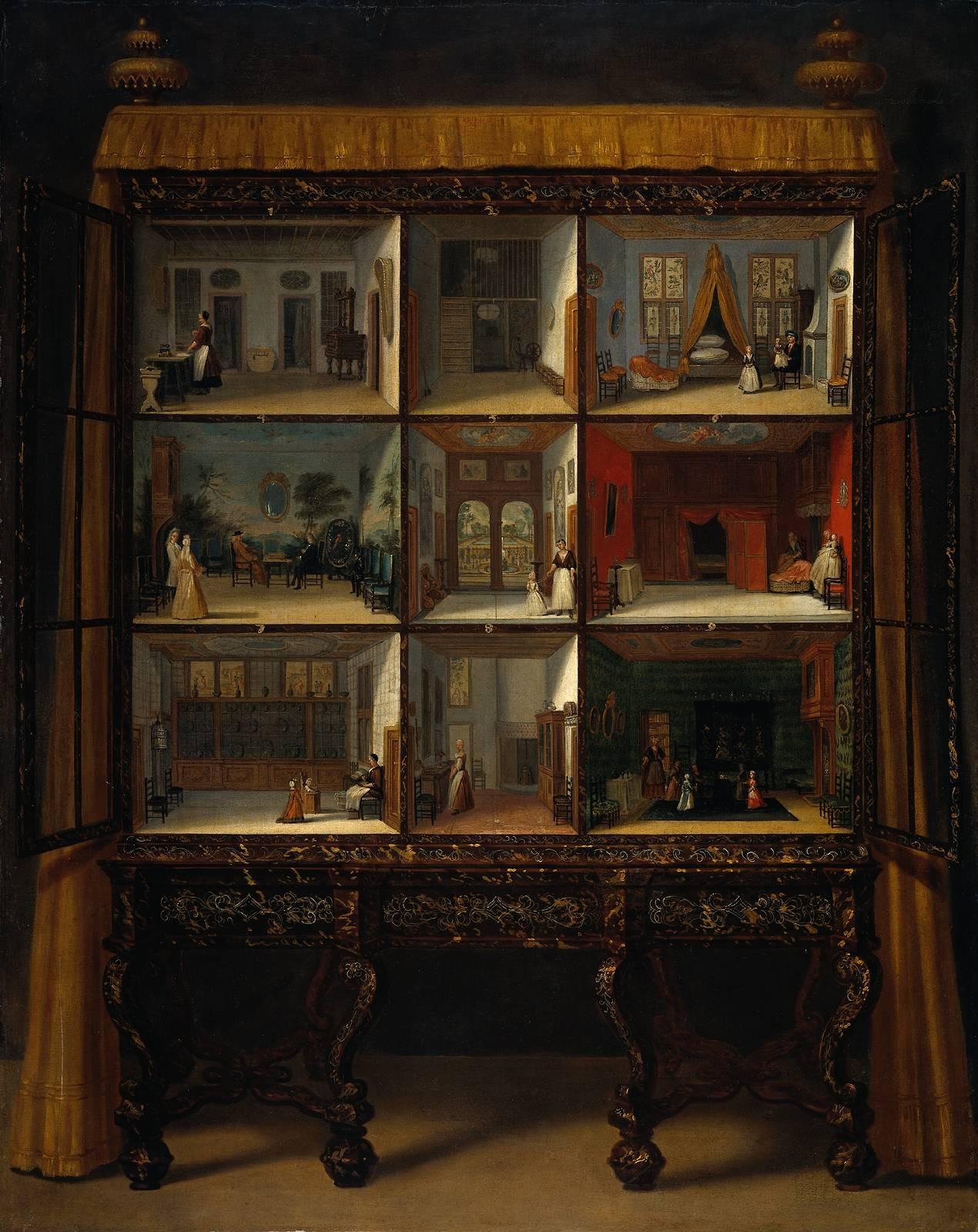
Ляльковий будиночок Петронелли Ортман, картина Якоба Аппеля, 1710

Петронелла Ортман росла у сім'ї, де було семеро дітей, вони мешкали біля каналу Сінгель, батько був майстром-зброярем. Ортман була багатою вдовою до того часу (у 1686), коли одружилася з торговцем шовком Йоганнесом Брандтом, з яким жила на вулиці Вармусстрат в Амстердамі.
Як і для інших багатих жінок в Амстердамі, для неї побудували ляльковий будиночок, який вона курувала між 1686 і 1710 роками, прикрашаючи його дорогими матеріалами та мініатюрами.
У той час джентльмени часто володіли «шафами цікавинок», щоб зберігати колекції різноманітних предметів, які вони придбали упродовж свого життя та подорожей: справді, таку шафу можна побачити в маленькій кімнаті для прийняття (яка також служила похоронним салоном) у нижній правій частині лялькового будиночка[джерело?]
В Амстердамі Золотої доби Нідерландів заможні дружини так само створювали лялькові будиночки як символ статусу. Точне місце розташування будинку Ортман на Вармусстрат більше невідоме, і думки щодо того, наскільки точно ляльковий будинок його відтворював, різняться, але він, ймовірно, уособлював мрії та прагнення Ортман. Відвідувачам домогосподарства показували всі особливості лялькового будиночка на сеансах, які часто тривали цілий вечір.
Після смерті Ортман ляльковий будинок перейшов до її доньки Гендріни, а звідти до брата Гендріни Яна після 1743 року. За словами Гендріни, її мати щедро витратила на ляльковий будиночок близько 30 тис. гульденів — величезну суму, цілком достатню для того, щоб купити будинок на каналі того часу. Однак, згідно з інвентаризацією майна Яна, його вартість була оцінена лише в 700 гульденів. Для порівняння, ляльковий будинок Петронелли де ла Курт, для якого було замовлено 1600 предметів меблів та картин і 28 чудових ляльок, продали 1744 року за 1200 гульденів. 1821 року вже відомий у 18 столітті ляльковий будинок Ортман купила держава та 1875 року придбав Рейксмузей. Картину лялькового будиночка написав 1710 року Якоб Аппель.

### Ляльковий будиночок
Ляльковий будиночок містить дев'ять кімнат. Нинішній стан кімнат все ще дуже схожий на той, який було зображено на картині Аппеля, хоча з воскових ляльок — «одягнених до досконалості» — залишилася лише дитина в дитячій. Також відсутній одяг ляльок, який все ще було видно на фотографії 1950-х років. Віллем Фредерікс ван Роєн написав фреску в ігровій кімнаті, а Йоганнес Воргаут прикрасив кімнату з гобеленами. Вироби з порцеляни замовляли з Китаю. 1718 року Захаріас фон Уффенбах зазначив, що це був найцінніший ляльковий будиночок у Європі, який коштував від 20 тис. до 30 тис. гульденів.
Існують різні відомості про те, що Петро Перший намагався купити такий ляльковий будиночок. Гаррі Донґа припускає, що ляльковий будинок Ортман був виготовлений на замовлення Крістоффеля ван Брантса для Петра; російський імператор зупинився в родині Ван Брантс на кілька днів під час свого другого візиту до Нідерландів, але поїхав, нібито після того, як Ван Брантс та імператор посварилися через ціну 30 000 гульденів, яку вимагав Ван Брантс.
Ляльковий будиночок став джерелом натхнення для роману Джессі Бертон «Мініатюрист» 2014 року.

## Зовнішні посилання
- Вступ Петронелли Оортман до Нідерландського інституту історії мистецтв (RKD)
- Ляльковий дім Петронелли Оортман 1686-1710 - опис кімнати за кімнатою (голландською мовою)
- Ляльковий будинок Петронелли де ла Корт в Центральному музеї, Утрехт